# 現職
| ウィキペディアには「現職」という見出しの百科事典記事はありません（タイトルに「現職」を含むページの一覧/「現職」で始まるページの一覧）。 代わりにウィクショナリーのページ「現職」が役に立つかもしれません。 |